# Новдег (Талеш)
Новдег (перс. نوده) — село в Ірані, у дегестані Чубар, у бахші Хавік, шагрестані Талеш остану Ґілян. За даними перепису 2006 року, його населення становило 328 осіб, що проживали у складі 73 сімей.

## Клімат
Середня річна температура становить 12,13 °C, середня максимальна – 30,04 °C, а середня мінімальна – -7,26 °C. Середня річна кількість опадів – 279 мм.
| Клімат поселення                              | Клімат поселення | Клімат поселення | Клімат поселення | Клімат поселення | Клімат поселення | Клімат поселення | Клімат поселення | Клімат поселення | Клімат поселення | Клімат поселення | Клімат поселення | Клімат поселення | Клімат поселення |
| Показник                                      | Січ.             | Лют.             | Бер.             | Квіт.            | Трав.            | Черв.            | Лип.             | Серп.            | Вер.             | Жовт.            | Лист.            | Груд.            |                  |
| Середній максимум, °C                         | 7,11             | 9,27             | 12,09            | 19,13            | 22,48            | 27,41            | 29,93            | 30,04            | 26,17            | 20,54            | 14,24            | 9,41             |                  |
| Середня температура, °C                       | −0,06            | 2,08             | 4,90             | 11,94            | 15,29            | 20,22            | 23,40            | 23,52            | 19,65            | 14,02            | 7,72             | 2,89             |                  |
| Середній мінімум, °C                          | −7,26            | −5,1             | −2,28            | 4,76             | 8,11             | 13,04            | 16,88            | 17,00            | 13,13            | 7,50             | 1,19             | −3,64            |                  |
| Норма опадів, мм                              | 44               | 51               | 59               | 37               | 21               | 6                | 1                | 1                | 2                | 8                | 14               | 35               |                  |
| Середньомісячна швидкість вітру, м/с          | 1.69             | 2.18             | 2.62             | 2.89             | 2.70             | 2.88             | 3.26             | 2.97             | 2.42             | 2.10             | 1.68             | 1.66             |                  |
| Середньомісячна сонячна радіація, кДж/м²·день | 9490             | 12418            | 14351            | 18885            | 23396            | 26871            | 27108            | 25148            | 20927            | 15631            | 11192            | 9017             |                  |
| --------------------------------------------- | ---------------- | ---------------- | ---------------- | ---------------- | ---------------- | ---------------- | ---------------- | ---------------- | ---------------- | ---------------- | ---------------- | ---------------- | ---------------- |
| Джерело:                                      |                  |                  |                  |                  |                  |                  |                  |                  |                  |                  |                  |                  |                  |